# Plastazote
 (décembre 2024).
Si vous disposez d'ouvrages ou d'articles de référence ou si vous connaissez des sites web de qualité traitant du thème abordé ici, merci de compléter l'article en donnant les références utiles à sa vérifiabilité et en les liant à la section « Notes et références ».
Plastazote est la marque commerciale déposée d'une mousse réticulée à cellules fermées faite de polyéthylène. Nommée aussi mousse de polyéthylène ou de polyoléfine ou émalène.
L'émalène en plaque est utilisée en entomologie pour garnir le fond des boîtes ou cartons à insectes. Elle permet un maintien idéal des spécimens (absence de rotation), tout en offrant une grande facilité de piquage même avec des épingles très fines. Cette matière présente également le grand avantage d'être très résistante à différents produits chimiques utilisés dans la conservation des collections (paradichlorobenzène, naphtaline...) et de ne pas présenter de vieillissement. En entomologie, l'émalène peut également servir sous forme de bloc à piquer les spécimens pour les disposer (ailes, pattes) et les faire sécher dans le but de les préparer à la mise en collection.